# Far Beyond Driven
Far Beyond Driven es el séptimo álbum de estudio de la banda estadounidense de groove metal, Pantera, lanzado en el año 1994.
Originalmente fue vendido con una portada explícita que fue reemplazada por la actual. Este disco es considerado como uno de los álbumes más extremos en debutar en el número 1 en los EE. UU, llegando a Disco de Platino por la venta de 1 000 000 de copias.
Es el primer álbum donde Darrell Abbott es acreditado como "Dimebag Darrell".

## Antecedentes
Al momento de la publicación del álbum, Phil Anselmo estaba lesionado con rotura de discos en su espalda y sufría de dolor crónico por enfermedad discal degenerativa. Anselmo empezó a beber en exceso, abusar de los analgésicos, relajantes de músculos y empezó a experimentar con heroína para calmar el dolor.
En una entrevista en marzo de 2009, Anselmo dijo:
"Bueno, creo que fue para el tiempo en que el álbum [Far Beyond Driven] llegó al No. 1. Estaba bastante asustado. Estaba muy feliz; no me malinterpretes, tío — Yo estaba como, '¡Dios mío, sí!' En ese punto, había regresado del doctor — de haberme hecho mi segunda IRM — y me di cuenta que tenía dos discos reventados. Ahora, para poder ser ese Superman que los medios decían que era, tenía que calmar ese dolor. Así que empecé con analgésicos regulares y relajantes de músculos. Eventualmente, tu escalas la escalera de los analgésicos, porque los analgésicos te mienten; ellos van a aumentar la lesión. Y eso es todo lo que está en tu mente — la lesión y los analgésicos."
La canción "Good Friends and a Bottle of Pills" es una referencia a la canción "Good Friends and a Bottle of Wine" del álbum de Ted Nugent, Weekend Warriors. El álbum es referenciado en la canción de Machine Head "Aesthetics of Hate", la tercera canción del álbum The Blackening.

## Estilo musical y letras
Este álbum posee un sonido más oscuro y pesado que sus predecesores, principalmente porque el guitarrista y compositor, Dimebag Darrell bajó la afinación de la guitarra en un tono. Las temáticas de las canciones de este álbum son más personales que en los trabajos anteriores, como se puede apreciar en canciones como "25 Years" o "Becoming", que relatan vivencias personales del vocalista Phil Anselmo.

## Carátula
La carátula original del álbum (un taladro perforando un ano) fue rápidamente remplazado por una nueva imagen, que presenta un cráneo perforado por un taladro. La reedición de Rhino Records incluye la carátula original.

## Reedición
El 24 de marzo de 2014, una edición de dos discos del álbum para conmemorar su 20º aniversario. El disco uno es una versión remasterizada del álbum. El disco dos es un álbum en vivo que contiene el set de Pantera en el festival Monsters of Rock de 1994.

## Canciones
1. Strength Beyond Strength – 3:39
2. Becoming – 3:05
3. 5 Minutes Alone – 5:50
4. I'm Broken – 4:25
5. Good Friends and a Bottle of Pills – 2:54
6. Hard Lines, Sunken Cheeks – 7:01
7. Slaughtered – 3:57
8. 25 Years – 6:06
9. Shedding Skin – 5:37
10. Use My Third Arm – 4:52
11. Throes of Rejection – 5:01
12. Planet Caravan (cover de Black Sabbath) – 4:04

Disco 2, re-edición del 2014, en vivo en Monsters of Rock, 1994
1. Use my Third Arm – 4:04
2. Walk – 5:15
3. Strength Beyond Strength – 4:01
4. "Domination / Hollow – 6:54
5. Slaughtered – 3:57
6. Fucking Hostile – 2:57
7. This Love – 7:16
8. Mouth For War – 4:01
9. Cowboys From Hell – 4:49